# Altenwald

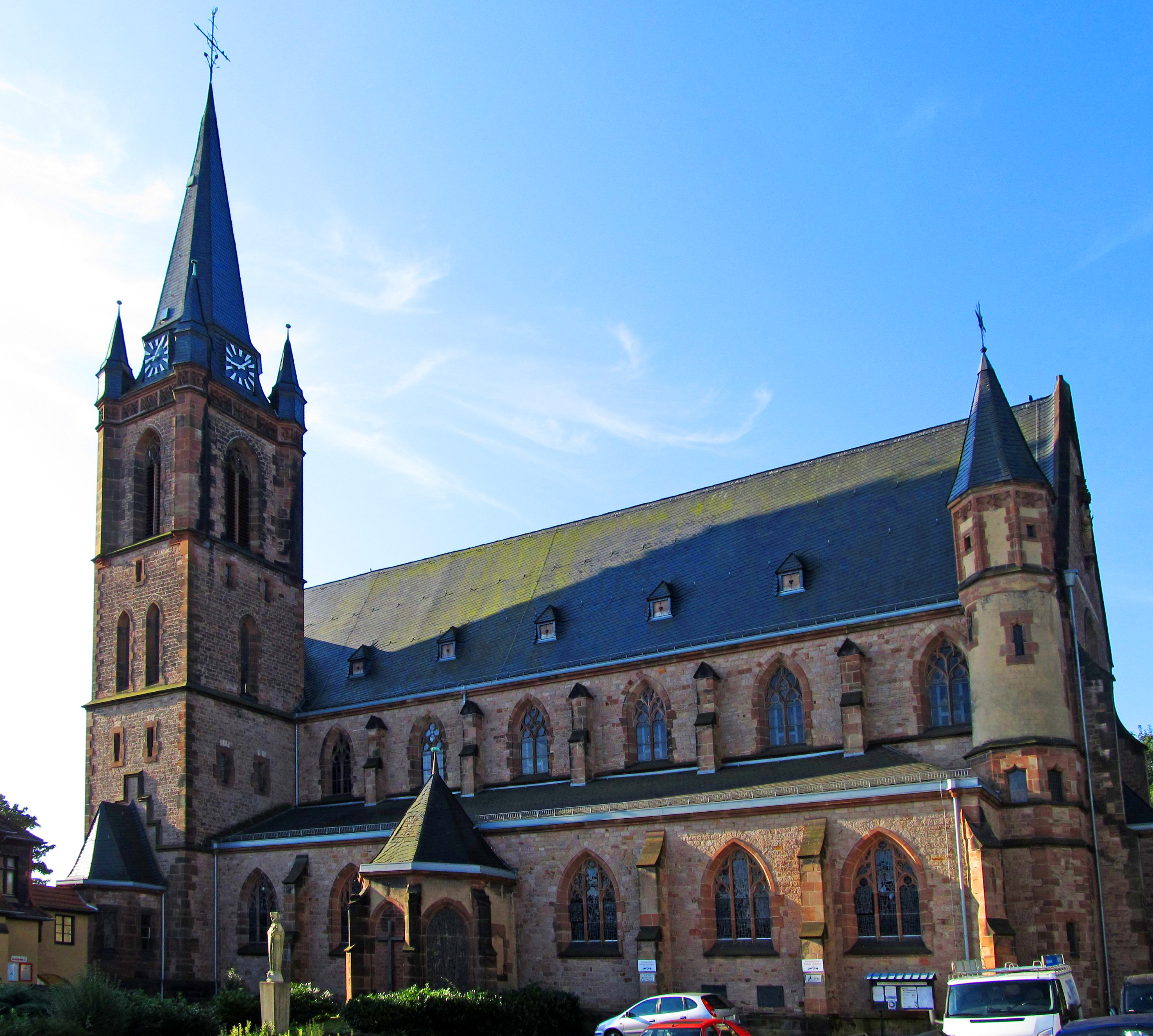
Die katholische Pfarrkirche Herz Jesu

Altenwald ist ein Stadtteil von Sulzbach/Saar im Regionalverband Saarbrücken, Saarland.

## Lage
Der Stadtteil liegt nordöstlich von Sulzbach im oberen Sulzbachtal und grenzt direkt an die Stadt Friedrichsthal. Südöstlich liegt der Sulzbacher Stadtteil Schnappach, dessen Bebauung mit der von Altenwald ineinander übergeht. Westlich von Altenwald liegt Hühnerfeld, ein weiterer Stadtteil von Sulzbach.

## Geschichte
1765 wurde in der Nähe der Sulzbacher Schmelze die erste Kokerei Deutschlands gegründet, die 1963 geschlossen wurde.
1841 wurde im Altenwald, der schon damals zu Sulzbach gehörte, eine Grube gegründet, die 1932 stillgelegt wurde.
1843 standen am Torhaus des fürstlichen Wildgatters elf Häuser mit 76 Einwohnern. Daraus erwuchs in den vergangenen Jahrzehnten der heutige Ort. Etwa 1914 waren die einzelnen Häuser schon zu einem Dorf zusammengewachsen.

## Bauwerke
Zu den sehenswerten Bauwerken in Altenwald zählt die evangelische Kirche, die von 1891 bis 1893 im neoromanischen Stil als Betsaal in Ziegelbauweise errichtet und 1894 um den Chor sowie 1896/1897 um den Kirchturm erweitert wurde. Die infolge von Grubensenkungen verursachte extreme Schiefstellung des Turmes führte zum Namen „Schiefer Turm von Altenwald“. Ebenfalls sehenswert ist die katholische Pfarrkirche Herz-Jesu, die 1910/11 nach dem Entwurf des Saarbrücker Architekten Moritz Gombert als dreischiffige Basilika mit dreiseitig polygonalem Chor erbaut wurde. Beide Bauwerke sind in der Denkmalliste des Saarlandes als Einzeldenkmale aufgeführt.
Von der ehemaligen Grube Altenwald haben sich das Zechenhaus, ein Kompressorenhaus und das Pförtnerhaus erhalten. Letzteres wurde im Jahr 2000 von der Stadt Sulzbach renoviert. Errichtet wurden Zechen- und Pförtnerhaus im Jahr 1890 als Backsteingebäude mit farblich abgesetzten Gliederungselementen.
Siehe auch: Liste der Baudenkmäler in Sulzbach/Saar

## Verkehr
In der Gemarkung von Altenwald steht das Sulzbachtalviadukt, über das die Bundesautobahn 8 im Nordosten an dem Ort vorbeiführt. Durch Altenwald verläuft die Landesstraße L 125, die Saarbrücken mit Neunkirchen verbindet. Über die Landesstraße L 244 besteht eine Verbindung nach St. Ingbert.
Altenwald verfügt über einen Haltepunkt der Deutschen Bahn  am Abschnitt Türkismühle–Saarbrücken der Nahetalbahn.

## Persönlichkeiten
- Lucidius Zimmer (1900–1944), Steyler Missionar und Märtyrer
- Rudi Assauer (1944–2019), Fußballprofi, geboren in Sulzbach-Altenwald, verbrachte dort allerdings aufgrund der Bombenangriffe nur zwei Wochen.[8]